# Benjamin Boss
Pour les articles homonymes, voir Boss (homonymie).
Benjamin Boss (9 janvier 1880 - 17 octobre 1970) était un astronome américain. Il était le fils de l'astronome Lewis Boss.
De 1906 à 1908, il fut directeur de l'observatoire naval des États-Unis de Tutuila aux îles Samoa. Il fut ensuite secrétaire du Department of Meridian Astrometry de la Carnegie Institution avant de devenir directeur de l'observatoire Dudley de 1915 à 1956.
Il fut éditeur de la revue The Astronomical Journal de 1912 à 1941, prenant la suite de son père.
Ses travaux furent dans la continuité de ceux de son père, sur l'astronomie de position.
Sous sa direction, trois catalogues d'étoiles furent publiés :
- San Luis Catalogue of 15,333 Stars for the Epoch 1910 (1918),
- Albany Catalogue of 20,811 Stars for the Epoch 1910 (1931),
- General Catalogue of 33,343 Stars for the Epoch 1950 (1937). Ce dernier est appelé le Boss General Catalogue.